# カナダの国旗
カナダの国旗は、赤白赤の縦縞で、中央に赤いサトウカエデ（英: Sugar maple）の葉が配置されており、英語ではThe Maple Leaf Flag（「メイプルリーフ旗」）、仏語ではL'Unifolié（「一葉旗」）とも呼ばれる。現在の図柄は1965年2月15日より用いられ、現在に至っている。

## 概要
カナダの歴史では、1965年の現国旗制定までの長い間、イギリスの国旗（ユニオンフラッグ）が左上（カントン）に配された旧国旗、特にレッド・エンサインという赤をベースにしたものを使用していた。旗に記された紋章も変遷しているが、1921年からは一部にサトウカエデを用いている。カエデの一種であるサトウカエデはカナダを代表する木で、紅葉の美しさやその樹液からメープルシロップが作られることなどで良く知られている。開拓時代、食べ物がない冬の間、先住民の教えでカエデの樹液をすすって飢えをしのいだというカナダの厳しい自然の中での暮らしを象徴している。メープルリーフの周りの白は雪の降る様子をイメージしており、国旗の両側にある赤は向かって右側が大西洋、左側が太平洋を示している。また、メイプルリーフの12本のとげは10州と2準州とを意味している（ヌナブト準州は当時存在しなかった）。
1960年代前半に国旗のデザインについて広範な議論が行なわれ、現在の国旗デザインは1964年12月に下院および上院で承認されたものである。1965年1月28日にカナダ女王たるエリザベス2世によって国旗制定の宣言が行なわれ、2月15日より使用されている。このため、2月15日はカナダ国旗の日とされている。
現在カナダ国内でユニオンフラッグが使用されるのは、カナダの国旗としてではなく、独立国家イギリスの国旗としての場合、またはカナダがイギリス連邦の一員であることを示す場合の2つの場合のみである。

## 歴史的な旗

?フランスの国旗（1534から1599年）
?フランスの商船旗（1600から1663年）
?フランスの国旗（1663から1793年）
?イギリスの国旗（ユニオンフラッグ、1763年から1801年）
?イギリスの国旗（ユニオンフラッグ、1763年から1801年）
?イギリスの国旗（ユニオンフラッグ、1801年から1868年）
?1868年から1921年まで使われた国旗（レッド・エンサイン）
?1921年から1957年まで使われた国旗
?1957年から1965年2月14日まで使われた国旗
?現在の国旗（縦横比2:3の別タイプ）

## 提案された旗

?1946年に提案された旗
?1964年に提案された旗
?1964年に提案された旗

## 軍旗など

カナダ軍旗
カナダ陸軍旗
?1868年から1922年の軍艦旗ないし軍艦用国籍旗（ブルー・エンザイン）
?1922年から1957年の軍艦用国籍旗
?1957年から1965年の軍艦用国籍旗
?軍艦旗。2013年までは国旗が軍艦旗であり、これは1968年から2013年まで軍艦用国籍旗であった。
軍艦旗（補助艦隊）。2013年までは国旗が軍艦旗であり、これは軍艦用国籍旗であった。
カナダ空軍旗